# Quadriacceleracció
En la teoria de la relativitat, l'acceleració de quatre és un vector de quatre (vector en l'espai-temps de quatre dimensions) que és anàloga a l'acceleració clàssica (un vector tridimensional, vegeu acceleració tridimensional en relativitat especial). La quatre acceleració té aplicacions en àrees com l'aniquilació d'antiprotons, la ressonància de partícules estranyes i la radiació d'una càrrega accelerada.

## Quatre acceleracions en coordenades inercials
En coordenades inercials en relativitat especial, amb quatre acceleracions {\displaystyle \mathbf {A} } es defineix com la velocitat de canvi en quatre velocitats {\displaystyle \mathbf {U} } respecte al temps propi de la partícula al llarg de la seva línia del món. Podem dir: {\displaystyle {\begin{aligned}\mathbf {A} ={\frac {d\mathbf {U} }{d\tau }}&=\left(\gamma _{u}{\dot {\gamma }}_{u}c,\,\gamma _{u}^{2}\mathbf {a} +\gamma _{u}{\dot {\gamma }}_{u}\mathbf {u} \right)\\&=\left(\gamma _{u}^{4}{\frac {\mathbf {a} \cdot \mathbf {u} }{c}},\,\gamma _{u}^{2}\mathbf {a} +\gamma _{u}^{4}{\frac {\mathbf {a} \cdot \mathbf {u} }{c^{2}}}\mathbf {u} \right)\\&=\left(\gamma _{u}^{4}{\frac {\mathbf {a} \cdot \mathbf {u} }{c}},\,\gamma _{u}^{4}\left(\mathbf {a} +{\frac {\mathbf {u} \times \left(\mathbf {u} \times \mathbf {a} \right)}{c^{2}}}\right)\right),\end{aligned}}} on
- {\displaystyle \mathbf {a} ={\frac {d\mathbf {u} }{dt}}}, amb l'acceleració de tres i la de tres velocitats, i
- {\displaystyle {\dot {\gamma }}_{u}={\frac {\mathbf {a} \cdot \mathbf {u} }{c^{2}}}\gamma _{u}^{3}={\frac {\mathbf {a} \cdot \mathbf {u} }{c^{2}}}{\frac {1}{\left(1-{\frac {u^{2}}{c^{2}}}\right)^{3/2}}},} i
- és el factor de Lorentz per a la velocitat (amb {\displaystyle |\mathbf {u} |=u}). Un punt sobre una variable indica una derivada respecte al temps de coordenades en un marc de referència donat, no el temps adequat (en altres termes, {\textstyle {\dot {\gamma }}_{u}={\frac {d\gamma _{u}}{dt}}}).

En un marc de referència inercial que es mou instantàniament {\displaystyle \mathbf {u} =0}, {\displaystyle \gamma _{u}=1} i {\displaystyle {\dot {\gamma }}_{u}=0}, és a dir, en aquest marc de referència {\displaystyle \mathbf {A} =\left(0,\mathbf {a} \right).}Geomètricament, l'acceleració de quatre és un vector de curvatura d'una línia del món.
Per tant, la magnitud de l'acceleració de quatre (que és un escalar invariant) és igual a l'acceleració adequada que "sent" una partícula en moviment movent-se al llarg d'una línia del món. Una línia del món que té una acceleració constant de quatre és un cercle de Minkowski, és a dir, hipèrbola (vegeu moviment hiperbòlic).
El producte escalar de les quatre velocitats d'una partícula i la seva acceleració de quatre és sempre 0.

Animació de velocitat de fotogrames reduïda d'un "anada i tornada d'acceleració constant" en salt, juntament amb una animació de coets per il·lustrar la similitud amb una llançadora de càrrega no relativista que funciona (a diferents escales de temps i distància) entre alfa-centauri i la terra. El coet sempre apunta en la direcció de l'acceleració neta en un moment donat. Tingueu en compte que la magnitud i la direcció de l'acceleració tenen molt poc a veure ni amb la magnitud ni amb la direcció de la velocitat.

Fins i tot a velocitats relativistes, l'acceleració de quatre està relacionada amb la força de quatre: {\displaystyle F^{\mu }=mA^{\mu },} on m és la massa invariant d'una partícula.
Quan la força de quatre és zero, només la gravitació afecta la trajectòria d'una partícula, i l'equivalent de quatre vectors de la segona llei de Newton anterior es redueix a l'equació geodèsica. L'acceleració de quatre d'una partícula que executa el moviment geodèsic és zero. Això correspon al fet que la gravetat no és una força. L'acceleració de quatre és diferent del que entenem per acceleració tal com es defineix a la física newtoniana, on la gravetat es tracta com una força.

## Quatre acceleracions en coordenades no inercials
En les coordenades no inercials, que inclouen coordenades accelerades en relativitat especial i totes les coordenades en relativitat general, l'acceleració de quatre vectors està relacionada amb la quatre velocitats mitjançant una derivada absoluta respecte al temps propi.
{\displaystyle A^{\lambda }:={\frac {DU^{\lambda }}{d\tau }}={\frac {dU^{\lambda }}{d\tau }}+\Gamma ^{\lambda }{}_{\mu \nu }U^{\mu }U^{\nu }}En coordenades inercials els símbols de Christoffel {\displaystyle \Gamma ^{\lambda }{}_{\mu \nu }} són tots zero, de manera que aquesta fórmula és compatible amb la fórmula donada anteriorment.
En la relativitat especial, les coordenades són les d'un marc inercial rectilini, de manera que el terme de símbols de Christoffel s'esvaeix, però de vegades quan els autors utilitzen coordenades corbes per descriure un marc accelerat, el marc de referència no és inercial, encara descriuen la física. com a relativista especial perquè la mètrica és només una transformació de marc de la mètrica espacial de Minkowski. En aquest cas, aquesta és l'expressió que cal utilitzar perquè els símbols de Christoffel ja no són tots zero.